# Champlain (Quebec)
Champlain es un municipio canadiense situado en la provincia de Quebec.

## Superficie
Champlain tiene una superficie de 58,17 km².

## Demografía
En 2021, tenía 1807 habitantes, una densidad poblacional de 31,1 hab./km², y 957 viviendas.